# Ann Marie Rios
Ann Marie Rios (Santa Clarita, Kalifornia, 1981. szeptember 5. –) amerikai pornószínésznő.
Ann Marie Rios latin-amerikai származású. A Van Mar Akadémián színészetet tanult Hollywoodban. Ingatlanos cégnél dolgozott, majd belelépett a felnőtt szórakoztató iparba. 19 évesen hardcore pornófilmekben kezdett szerepelni 2001-től. A Metro Interactive cégnél szerződéses munkaviszonyban állt. Abban az évben forgatta első filmjét. Ann Marie Rios nem csak rádió programokat vezetett a KSEX és a Playboy Radiónál, hanem műsorvezető volt a Spice Channelnél és a Playboy TVnél is. Két szex oldalnak volt a szerkesztője, a InsideTheLair.com és a TopProTalent.com hasábjain dolgozott. Jóga oktató volt és lelkes baseball rajongó. AVN-díjra is jelölték. Az Erotique Entertainment filmes cégnél 2009 júliusában vezető lett. 2010. július 14-étől weboldala van.

## Válogatott filmográfia
- 2012: Venus in Furs
- 2011: Animal Lust
- 2011: Official Bad Teacher Parody
- 2011: My Roommate's a Lesbian 2
- 2011: Sexual Quest
- 2011: Escaladies 2
- 2011: Sex and Corruption: Episode 2
- 2011: Party of Feet 3
- 2011: Struggling Bondage Playthings
- 2011: Dirty Panties
- 2011: Escaladies
- 2011: Cherry